# Скифия (поезд)
«Ски́фия» (укр. «Скіфія»)  (№ 54/53) — скорый фирменный поезд приписки Одесской железной дороги, курсирующий по маршруту Одесса — Днепр — Одесса.
С 27 мая 2012 года по 27 октября 2012 года маршрут поезда продлевался до города Запорожье.

## Маршрут
Остановки по станциям, на пути следования поезда:
- Днепр
- Каменское (Днепропетровская область)
- Верховцево (Днепропетровская область)
- Пятихатки-Пасс. (Днепропетровская область)
- Александрия (Кировоградская область)
- Знаменка-Пасс. (Кировоградская область)
- Кропивницкий
- Новоукраинка (Кировоградская область)
- Помошная (Кировоградская область)
- Южноукраинская (Николаевская область)
- Вознесенск (Николаевская область)
- Одесса-Главная